# Jean Zeewen de Roosendael
Jean Zeewen van Roesendael, Jean Zeewen de Roosendael, oder Jean Roesendael, (* um 1382 in Nimègue, Gelderland, Heiliges Römisches Reich; † 26. Juli 1472 in der Grande Chartreuse, Königreich Frankreich) war ein deutscher Kartäuser. 

## Leben
Seine Profess legte er in der Chartreuse de Villeneuve-lès-Avignon. Später wurde er an de Kartause in Valbonne versetzt.
Er war Prior von Villeneuve zwischen 1436 und 1443, von Valbonne zwischen 1443 und 1444 und im Anschluss von Chartreuse de Castres. 1463 wurde er zum Prior der Grande Chartreuse und Generalminister des Kartäuserordens gewählt.